# 中村誠一 (考古学者)
中村 誠一（なかむら せいいち、1958年 - ）は、日本の考古学者。金沢大学人間社会研究域附属国際文化資源学研究センター教授・早稲田大学客員教授。専門はマヤ考古学、マヤ文明史、マヤ文明論。
山梨県甲府市出身。山梨県立甲府第一高等学校・金沢大学法文学部史学科卒業（1983年）。埼玉大学大学院文化科学研究科修士課程修了。

## 来歴

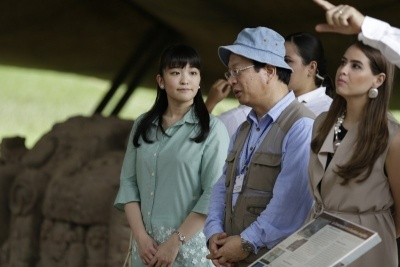
2015年12月7日、コパン石彫博物館にて眞子内親王（左）と

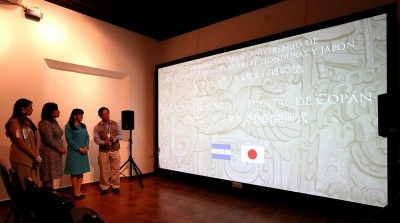
2015年12月7日、コパン・デジタル博物館にて眞子内親王（右から2人目）、アナ・ガルシア・デ・エルナンデス（左から2人目）と

マヤ文明の遺跡の一つである世界遺産コパン遺跡を中心に数多くのマヤ考古学プロジェクトを指揮。2000年にはコパン遺跡で、アクロポリスの外では初めてとなる「王墓」を発見するという、考古学界では世界的な大発見を成し遂げる。古代アメリカ学会の前身である古代アメリカ研究会の設立発起人の一人。2006年ホンジュラス国大統領から文化功労章を授与される。
日本帰国後は、サイバー大学世界遺産学部教授を経て、2012年より現職。

## 著書
- 『マヤ文明はなぜ滅んだのか』（Newton Press）、1999年
- NHKブックス 『マヤ文明を掘る』（日本放送出版協会）、2007年
- 『文明の考古学』（貞末堯司編、伊藤伸幸・岩田安之・内山達也・馬瀬智光・小松隆史・齋藤久美子・齋藤正憲・桜井秀雄・佐藤悦夫・柴田潮音・多々良穣・原田幹・前田清彦・山下平重・渡辺芳郎共著）、海鳥社、1998年
- 『マヤとインカ―王権の成立と展開』（貞末堯司編、伊藤伸幸・古手川博一・佐藤悦夫・嘉幡茂・多々良穣・佐藤孝裕・長谷川悦夫・青山和夫・横山玲子・大越翼・石原玲子・黒崎充・芝田幸一郎・鶴見英成・渡部森哉・坂井正人・岩田安之・大平秀一・森下壽典共著）、同成社、2005年